# Mrtvo morje
Mrtvo morje (hebrejsko: ים המלח‎ [Jam ha Melah] = Jezero soli; arabsko: بحر الميّت [Bahr al Majit] = Morje smrti, Mrtvo morje ali بحر لوط [Bahr Lut] = Lotovo morje) je slano jezero na meji med Izraelom in Jordanijo.
Mrtvo morje leži v veliki depresiji, v Jordanskem tektonskem jarku, ki nima naravnega izhoda. V Mrtvo morje priteka reka Jordan, ki pa ne zadostuje za ohranjevanje stalnega nivoja vode, zato gladina Mrtvega morja stalno upada. V različnih virih najdemo podatke, da leži gladina več kot 400 metrov pod običajno morsko gladino (danes že okoli -420 m). Kraji ob obali Mrtvega morja so tako najnižje ležeče kopno na Zemlji. Površina jezera meri okoli 600 km² (podatek ni točen, ker se tudi površina ves čas zmanjšuje - v zadnjih 30 letih se je zmanjšala za približno tretjino). Dno jezera dosega nadmorsko "višino" − 829 m.
Eden od glavnih razlogov za upadanje jezerske gladine je iz leta v leto manjši dotok, saj Izrael in Jordanija uporabljata reko Jordan za preskrbo s pitno vodo. Zaradi upadanja gladine je bilo Mrtvo morje proglašeno za ogroženo jezero. Izrael in Jordanija načrtujeta izgradnjo kanala, po katerem bi Mrtvo morje dodatno oskrbovali z morsko vodo iz Rdečega morja, vendar je tudi to povezano z velikim tveganjem za naravno okolje.
Z izhlapevanjem vode se slanost jezera povečuje. Povprečna slanost vode znaša okoli 28%, v najbolj slanih predelih pa tudi do 33%. Mrtvo morje je drugo najbolj slano jezero na svetu - prvo mesto zaseda Asalsko jezero v vzhodni Afriki (Džibuti) z okoli 35% slanostjo. Za primerjavo: slanost običajne morske vode je okoli 3% (tj. desetkrat manjša od slanosti Mrtvega morja).
Zaradi velike slanosti je gostota jezerske vode precej večja kot gostota običajne morske ali sladke vode. Posledica tega je večja plovnost - voda Mrtvega morja dobro drži na površini tudi sorazmerno težke predmete.
Zaradi slanosti v jezeru ne živi noben večji organizem (od tod tudi ime Mrtvo morje), pač pa le nekaj mikroorganizmov, zlasti anaerobne bakterije.

## Etimologija in toponimi
V hebrejščini je Mrtvo morje Yām ha-Melaḥ (ים המלח), kar pomeni 'morje soli' (1 Mz 14,3). Biblija uporablja ta izraz poleg dveh drugih: Arabsko morje (Yām ha-'Ărāvâ ים הערבה) in Vzhodno morje (Yām ha-Mizraḥî ים המזרחי). Oznaka 'Mrtvo morje' se nikoli ne pojavlja v Bibliji.
V prozi se včasih uporablja izraz Yām ha-Māvet (ים המוות, 'morje smrti') zaradi pomanjkanja tamkajšnjega vodnega življenja  V arabščini se Mrtvo morje imenuje al-Bahr al-Mayyit [5] ('Mrtvo morje') ali manj pogosto baḥrᵘ lūṭᵃ (بحر لوط, 'Lotovo morje'). Drugo zgodovinsko ime v arabščini je bilo 'morje Zoʼar', po bližnjem mestu v svetopisemskih časih. Grki so ga imenovali jezero Asphaltites (starogrško ἡ Θάλαττα ἀσφαλτῖτης, hē Thálatta asphaltĩtēs).

## Geografija
Mrtvo morje je endoreično jezero, ki leži v Jordanskem tektonskem jarku, geografska lastnost nastala mrtvomorsko transformacijo (Dead Sea Transform - DST) ali mrtvomorskim razkolom. Ta levi bočni premik transformacije preloma leži vzdolž meje tektonskih plošč med Afriško in Arabsko ploščo. Poteka med območjem vzhodno Anatolskega preloma v Turčiji in severnim koncem rdečemorskega rifta na južnem koncu Sinajskega polotoka. Tu se končuje vodni sistem Zgornja reka Jordan / Galilejsko jezero / Spodnja reka Jordan.
Reka Jordan je edini največji vodni vir, ki se izliva v Mrtvo morje, čeprav obstajajo majhni trajni izviri pod in okoli Mrtvega morja, ki tvorijo bazene in kotanje z živim peskom ob robovih. Izhodnih tokov ni.
Reka Mujib, svetopisemski Arnon , je eden večjih vodnih virov Mrtvega morja razen Jordana. Dolina Wadi Mujib, 420 m pod morsko gladino v južnem delu doline Jordana, je biosferni rezervat s površino 212 km2. Drugi pomembnejši viri so Wadi Darajeh (arabsko) / Nahal Dragot (hebrejsko) in Nahal Arugot. Wadi Hasa (svetopisemski Zered) je še en vadi, ki se izliva v Mrtvo morje..
Padavin je na severnem delu Mrtvega morja le 100 mm na leto in v južnem delu komaj 50 mm. Sušnost območja je posledica učinka padavinske sence Judejskih gora. Gorovje vzhodno od Mrtvega morja prejme več padavin kot Mrtvo morje.
Na zahodu od Mrtvega morja se Judejske gore dvigajo manj strmo in so precej nižje kot gore na vzhodu. Vzdolž jugozahodne strani jezera je 210 m visoka halitna (mineralna) tvorba imenovana gora Sodom.

## Naravna zgodovina
O izvoru nizke višine Mrtvega morja obstajata dve hipotezi. Starejša hipoteza je, da Mrtvo morje leži v resničnem prelomnem območju, razširitvi rdečemorske riftne doline ali celo vzhodnoafriškega tektonskega jarka. Novejša hipoteza je, da je kotlina Mrtvega morja posledica  preloma vzdolž mrtvomorske transformacije, kar ustvarja širitev skorje s posledičnim posedanjem.
Pred približno 3,7 milijona let je bilo treba to, kar je danes dolina reke Jordan, Mrtvega morja in severnega Wadi Arabaha večkrat poplavljeno z vodo iz Sredozemskega morja. Vode so ostale v ozkem, slepem zalivu, ki ga geologi imenujejo laguna Sedom, ki je bila z morjem povezana skozi sedanjo dolino Džezreel. Poplave doline so prihajale in odhajale, odvisno od dolgotrajnih podnebnih sprememb. Laguna Sedom  je odlagala solne nanose, ki so na koncu postali debeli 2,5 km.
Pred približno dvema milijonoma let se je zemljišče med riftno dolino in Sredozemskim morjem dvignilo do te mere, da ocean ni mogel več poplaviti območja. Tako je dolga laguna postala s kopnim obdano jezero. Laguna Sedom se je razprostirala od Galilejskega jezera na severu do nekje približno 50 km južno od sedanjega južnega konca Mrtvega morja in kasnejša jezera tega prostranstva niso nikoli presegla. Depresija Hula ni bila nikoli del nobenega od teh vodnih teles zaradi večje nadmorske višine in visokega praga bloka Korazim, ki ga ločuje od bazena Galilejskega jezera.
Prvo prazgodovinsko jezero, ki je sledilo laguni Sedom, je poimenovano jezero Amora, sledi jezero Lisan in nazadnje Mrtvo morje. Raven vode in slanost teh jezer sta se dvigali ali padali kot posledica tektonskega spuščanja dna doline in zaradi podnebnih razlik. Ko je podnebje postajalo bolj sušno, se je Lisansko jezero dokončno skrčilo in postalo bolj slano, njegova ostalina je Mrtvo morje.
V prazgodovini so se na tleh jezera Amora nabirale velike količine usedlin. Sediment je bil težji od nahajališč soli in je stisnil solne nanose navzgor na sedanji polotok Lisan in goro Sodom (na jugozahodni strani jezera). Geologi vpliv pojasnijo z vedrom blata, v katerega je vstavljen velik ploščast kamen, ki sili blato, da splazi ob straneh vedra. Ko se je dno Mrtvega morja zaradi tektonskih sil še spustilo, sta solna gora Lisan in gora Sodoma ostali na mestu kot visoki pečini (nastane solna kupola - vrsta strukturne kupole, ki nastane, ko debela plast mineralov evaporita (večinoma soli ali halita), najdenih na globini, navpično vdira v okoliške skalne sloje in tvori diapir.).
V obdobju izpred 70.000 do 12.000 let je bila gladina jezera od 100 m do 330 m višja od sedanje ravni. Jezero Lisan je dramatično nihalo in se povzpelo na najvišjo raven pred približno 26.000 leti, kar kaže na zelo vlažno podnebje na Bližnjem vzhodu. Pred približno 10.000 leti se je gladina jezera dramatično znižala, verjetno je bila celo nižja kot danes. V zadnjih nekaj tisoč letih je jezero nihalo približno 400 m, z nekaj pomembnimi padci in vzponi. Trenutne teorije o vzroku dramatičnega padca ravni izključujejo vulkanske aktivnosti; zato je šlo morda za potresni dogodek.

## Podnebje
Podnebje Mrtvega morja (BWh) ponuja celo leto sončno nebo in suh zrak. Ima manj kot 50 milimetrov povprečne letne količine padavin in poletno povprečno temperaturo med 32 in 39 °C. Zimske povprečne temperature se gibljejo med 20 in 23 °C. V regiji je šibkejše ultravijolično sevanje, zlasti UVB (eritrogeni žarki). Glede na višji atmosferski tlak ima zrak nekoliko višjo vsebnost kisika (3,3 % poleti do 4,8 % pozimi) v primerjavi s koncentracijo kisika na morju . Barometrični tlaki ob Mrtvem morju so bili izmerjeni med 1061 in 1065 hPa in so jih klinično primerjali z učinki na zdravje na večji nadmorski višini. (Ta barometrični ukrep je približno 5 % višji od standardnega atmosferskega tlaka na ravni morja 1013,25 hPa, kar je globalna oceanska sredina.) Mrtvo morje vpliva na temperature v bližini zaradi umirjajočega učinka, ki ga ima veliko vodno telo na podnebje. V zimskem času so temperature morja višje od temperature na kopnem in obratno v poletnih mesecih. To je posledica mase vode in specifične toplotne zmogljivosti. V povprečju je 192 dni nad 30 °C letno.

## Kemična sestava
S 34,2-odstotno slanostjo (stanje leta 2011) je eno najbolj slanih vodnih teles na svetu, čeprav so jezero Vanda na Antarktiki (35 %), Asalsko jezero v Džibutiju (34,8 %), laguna Garabogazköl v Kaspijskem jezeru (do 35 % ) in nekateri hipersalinski ribniki in jezera suhih dolin McMurdo na Antarktiki (na primer Don Juan Pond (44 %) bolj slani.
Do zime 1978–79, ko se je zgodil pomemben dogodek mešanja, je bilo Mrtvo morje sestavljeno iz dveh slojevitih plasti vode, ki sta se razlikovali po temperaturi, gostoti, starosti in slanosti. Najvišjih 35 metrov ali več tako mrtvega morja je imela povprečno slanost 342 delov na tisoč (leta 2002) in temperaturo, ki se je nihala med 19 °C in 37 °C. Pod območjem prehoda so imele najnižje ravni Mrtvega morja vode s konstantno temperaturo 22 °C in popolno nasičenost natrijevega klorida (NaCl). Voda blizu dna je  nasičena, sol se obori iz raztopine na morsko dno.
Od 1960-ih je bil priliv vode v Mrtvo morje iz reke Jordan zmanjšan zaradi obsežnega namakanja in na splošno nizkih padavin. Do leta 1975 je bila zgornja vodna plast bolj slana od spodnje. Kljub temu je zgornja plast ostala nad spodnjo plastjo, ker so bile njene vode toplejše in zato manj goste. Ko se je zgornja plast ohladila, tako da je bila njena gostota večja od spodnje, so se vode mešale (1978–79). Jezero je bilo prvič v stoletjih homogeno vodno telo. Od takrat se je stratifikacija začela prenavljati.
Vsebnost mineralov v Mrtvem morju se zelo razlikuje od vsebnosti oceanske vode. Natančna sestava vode se razlikuje predvsem glede na letni čas, globino in temperaturo. V zgodnjih 1980-ih je bila koncentracija ionskih vrst (v g / kg) površinske vode mrtvega morja Cl− (181,4), Br− (4,2), SO42− (0,4), HCO3− (0,2), Ca2 + (14,1) , Na + (32,5), K + (6,2) in Mg2 + (35,2). Skupna slanost je bila 276 g / kg. Ti rezultati kažejo, da je bila sestava soli kot brezvodnih kloridov v masnem odstotku kalcijev klorid (CaCl2) 14,4%, kalijev klorid (KCl) 4,4 %, magnezijev klorid (MgCl2) 50,8 % in natrijev klorid (NaCl) 30,4 %. Za primerjavo je sol v vodi večine oceanov in morij približno 85 % natrijevega klorida. Koncentracija sulfatnih ionov (SO42−) je zelo nizka, koncentracija bromidnih ionov (Br−) pa je najvišja od vseh voda na Zemlji.
Koncentracija soli niha okoli 31,5 %. To je nenavadno veliko in ima za posledico nazivno gostoto 1,24 kg / l. Vsakdo zaradi vzgona zlahka plava v Mrtvem morju. V tem pogledu je Mrtvo morje podobno Velikemu slanemu jezeru v Utahu v ZDA.
Nenavadna značilnost Mrtvega morja je njegovo sprožanje katrana. Mrtvo morje nenehno brizga majhne kamenčke in koščke črne snovi. Na arheoloških najdiščih so bile najdene figurice, prevlečene z asfaltom in neolitske lobanje, obložene z bitumnom. V egiptovskih procesih mumifikacije je bil uporabljen asfalt, uvožen iz regije Mrtvega morja.

## Živalstvo in rastlinstvo
Morje imenujejo 'mrtvo', ker njegova visoka slanost preprečuje, da bi v njem živeli makroskopski vodni organizmi, na primer ribe in vodne rastline, prisotne pa so majhne količine bakterij in mikrobnih gliv.
V času poplav lahko vsebnost soli Mrtvega morja pade s običajnih 35 % na 30 % ali nižje. Morje začasno zaživi ob deževnih zimah. Leta 1980 se je po eni tako deževni zimi normalno temno modro morje obarvalo rdeče. Raziskovalci iz hebrejske univerze v Jeruzalemu so ugotovili, da je bilo polno vrste alge, imenovane Dunaliella. Ta je namreč hranila halobakterije, ki vsebujejo karotenoide (rdeče pigmentirane), katerih prisotnost je povzročila spremembo barve. Od leta 1980 je porečje Mrtvega morja suho, alge in bakterije se niso vrnile v merljivem številu.
Leta 2011 je skupina znanstvenikov iz Be'er Sheve, Izraela in Nemčije z potapljanjem in opazovanjem površine odkrila razpoke v tleh Mrtvega morja. Te razpoke omogočajo, da sveža in brakična voda vstopa v Mrtvo morje. Vzorčili so biofilme, ki obdajajo razpoke in odkrili številne vrste bakterij in arhej.
Številne živalske vrste živijo v gorah, ki obkrožajo Mrtvo morje. Pohodniki lahko vidijo kozoroge, zajce, pečinarje, šakala, lisice in celo leoparda. Na območju živi tudi na stotine vrst ptic. Tako Jordanija kot Izrael sta vzpostavila naravne rezervate okoli Mrtvega morja.
Delta reke Jordan je bila prej džungla papirusa in palm. Judovski zgodovinar Jožef Flavij je Jeriho opisal kot »najbolj rodovitno mesto v Judeji«. V rimskih in bizantinskih časih so sladkorni trs,  kana in smokovec (Ficus sycomorus) bogatili dolino reke Jordan. Med najbolj dragocenimi izdelki, ki jih je proizvedel Jeriho, je bil Balzam Meka sok drevesa mire (Commiphora gileadensis), ki ga je bilo mogoče predelati v parfum. Do 19. stoletja je rodnost Jeriha izginila.

## Naselja
V bližini Mrtvega morja je več majhnih skupnosti. Sem spadajo Ein Gedi, Neve Zohar in izraelska naselja v regionalnem svetu Megilot: Kalya, Mitzpe Shalem in Avnat. Pri Ein Gedi je naravni rezervat, na jugozahodnem koncu Ein Bokeka v bližini Neve Zohar je več hotelov. Cesta št. 90 poteka po izraelski strani sever-jug na razdalji 565 km od Metule na libanonski meji na severu do južnega konca na egiptovski meji v bližini pristanišča Eilat ob Rdečem morju.
Potaš je majhna skupnost na jordanski strani Mrtvega morja in druge, vključno s Suweimo. Cesta št. 65 poteka sever-jug po jordanski strani od blizu severnega vrha Jordanije navzdol mimo Mrtvega morja do pristanišča Akaba.

## Človeška zgodovina

### Biblijsko obdobje
Bivanje v jamah blizu Mrtvega morja se je odvijalo pred prihodom Izraelitov v Kanaan in obširno v času kralja Davida, je zapisano v hebrejski Bibliji.
Severozahodno od Mrtvega morja je Jeriho. Nekje, morda na jugovzhodni obali, bi bila mesta, omenjena v 1. Mojzesovi knjigi, za katera pravijo, da naj bi bila uničena v času Abrahama: Sodoma in Gomora (1 Mz 18) in tri druga 'Mesta planote', Admah, Seboim in Zoara (5 Mz 29,23). Zoara se je izognil uničenju, ko je Abrahamov nečak Lot pobegnil v Zoaro iz Sodome (1 Mz 19,21–22). Pred uničenjem je bilo Mrtvo morje dolina, napolnjena z naravnimi jamami iz katrana in so jo poimenovali dolina Siddim. Kralj David naj bi se skrival pred Saulom v bližini Ein Gedi.
V Ezekielu Ezk 47,8–9 obstaja posebna prerokba, da se bo morje »ozdravilo in naredilo sveže« in postalo normalno jezero, v katerem bo lahko morsko življenje. Podobna prerokba je zapisana v Zahariji Zah 14,8, ki pravi, da bodo »žive vode iztekle iz Jeruzalema, polovica jih bo v vzhodno morje [verjetno Mrtvo morje] in polovica v zahodno morje [Sredozemlje]«.

### Grško in rimsko obdobje
Aristotel je pisal o izjemnih vodah. Nabatejci in drugi so odkrili vrednost nahajališč naravnega katrana, ki je nenehno prihajal na površje, kjer so ga lahko zajemali z mrežami. Egipčani so bili stalni kupci, saj so v postopku balzamiranja uporabljali asfalt. Stari Rimljani so Mrtvo morje poznali kot Palus Asphaltites (Asfaltno jezero).
Mrtvo morje je bilo pomembna trgovska pot za ladje, ki so prevažale sol, asfalt in kmetijske pridelke. Na obeh straneh morja je bilo več sidrišč, med drugimi Ein Gedi, Khirbet Mazin (kjer so ruševine suhega doka iz Hasmonejske dobe), Numeira in blizu Masade.
Kralj Herod Veliki je na zahodnem bregu Mrtvega morja zgradil ali obnovil več trdnjav in palač. Najbolj znana je bila Masada, kamor je leta 70 pred padcem drugega templja pobegnila manjša skupina judovskih zelotov. Tu so preživeli do leta 73, ko se je obleganje X. Legije končalo s smrtjo s samomorom 960 prebivalcev. Druga zgodovinsko pomembna trdnjava je bil Maheron (מכוור) na vzhodnem bregu, kjer je, po Jožefovih besedah, Janeza Krstnika zaprl Herod Antipa in umrl.
Tudi v rimskih časih so se na zahodni obali Mrtvega morja naselili nekateri Eseni; Plinij starejši identificira njihovo lokacijo z besedami, »na zahodni strani Mrtvega morja, stran od obale ... [zgoraj] mesto Engeda« (Naravoslovna zgodovina, Bk 5.73). To je danes zelo priljubljena, vendar izpodbijana hipoteza, da so ti Eseni identični z naseljenci v Kumranu in da so Kumranski rokopisi, odkriti v 20. stoletju v bližnjih jamah, lastna knjižnica.
Jožef Flafij je identificiral Mrtvo morje v geografski bližini starodavnega biblijskega mesta Sodom. Vendar je jezero navajal po grškem imenu Asphaltites.
V jamah s pogledom na Mrtvo morje so se naselile različne sekte Judov. Najbolj znani med njimi so kumranski Eseni, ki so zapustili obsežno knjižnico, znano kot Kumranski rokopisi. Mesto Ein Gedi, ki je bilo že večkrat omenjeno v Mišni, je pridelovalo kaki za tempeljske dišave in za izvoz po skrivnem receptu. "Sodomitna sol" je bila ključni mineral za sveto kadilo templja, vendar naj bi bila nevarna za domačo uporabo in bi lahko povzročila slepoto. Rimska taborišča, ki so obdajala Masado, so zgradili judovski sužnji, ki so vodo dobivali iz mest okoli jezera. Ta mesta so imela pitno vodo iz izvirov Ein Feška in drugih izvirov sladke vode v bližini.

### Bizantinsko obdobje
Mrtvo morje je bilo tesno povezano z judovsko divjino na severozahodu in zahodu kraj pobega in zatočišča. Oddaljenost regije je pritegnila grške pravoslavne redovnike že od bizantinske dobe. Njihovi samostani, kot sta Sveti Jurij v Wadi Kelt in Mar Saba v Judejski puščavi, so romarska mesta.

### Sodobnost
Reko Jordan in Mrtvo morje so v 19. stoletju z ladjo raziskovali predvsem Christopher Costigan leta 1835, Thomas Howard Molyneux leta 1847, William Francis Lynch leta 1848 in John MacGregor leta 1869. Celotno besedilo knjige W. F. Lyncha iz leta 1949 Pripoved o odpravi ZDA na reko Jordan in Mrtvo morje je na voljo na spletu. Charles Leonard Irby in James Mangles sta potovala ob obalah Mrtvega morja že v letih 1817–18, vendar nista plula po njenih vodah.
Na območje so prispeli raziskovalci in znanstveniki, ki so analizirali minerale in raziskali edinstveno podnebje.
Po najdbi "Meševe stele" leta 1868 na planoti vzhodno od Mrtvega morja sta Moses Wilhelm Shapira in njegov partner Salim al-Khouri ponarejala in prodala celo vrsto domnevnih antikvitet "Moabitov", leta 1883 pa je Shapira predstavil, kar je zdaj znano kot Shapira Strips, domnevno starodavni svitek, napisan na usnjenih trakovih, za katere je trdil, da so bili najdeni v bližini Mrtvega morja. Stripi so bili razglašeni za ponarejene in Shapira si je v zadregi vzel življenje.
V poznih 1940-ih in začetku 1950-ih so v jamah blizu starodavnega naselja Kumran, približno 1,6 km od severozahodne obale Mrtvega morja (trenutno na Zahodnem bregu) našli na stotine dokumentov, datiranih med okoli 150 pr. n. št. in 70 n. št. . Postali so znani in slavni kot Kumranski rokopisi (Dead Sea Scrolls).
Najnižja cesta na svetu, cesta št. 90, poteka vzdolž izraelske in zahodne obale Mrtvega morja, skupaj z cesto št. 65 na jordanski strani, na -393 m pod morsko gladino.

## Turizem in prosti čas

### Obdobje britanskega mandata
Britanci so v Kaliji na severni obali zgradili golf igrišče, imenovano Sodoma in Gomora.

### Izrael
Prvi večji izraelski hoteli so bili zgrajeni v bližnjem Aradu in od 1960-ih v letoviškem kompleksu Ein Bokek.
Izrael ima 15 hotelov ob obali Mrtvega morja, ki so v letu 2012 ustvarili 291 milijonov dolarjev prihodkov. Večina izraelskih hotelov in krajev na Mrtvem morju je na šestih kilometrih dela južne obale.

### Jordanija
Na jordanski strani je devet mednarodnih franšiz odprlo obmorske letoviške hotele v bližini Kongresnega centra King Hussein Bin Talal, skupaj z apartmaji, na vzhodni obali Mrtvega morja. 9 hotelov je povečalo zmogljivost jordanske strani na 2800 sob.
22. novembra 2015 je bila v Jordanijo vključena panoramska cesta Mrtvega morja skupaj s 40 arheološkimi lokacijami v Jordaniji, da bo v živo prikazana na Google Street View.

### Zahodni breg
Palestinska obala Mrtvega morja je dolga približno 40 kilometrov. Svetovna banka ocenjuje, da bi palestinska turistična industrija lahko ustvarila 290 milijonov dolarjev prihodkov na leto in 2900 delovnih mest. Vendar Palestinci niso mogli pridobiti gradbenih dovoljenj za naložbe v turizem ob Mrtvem morju. Po podatkih Svetovne banke uradniki na palestinskem ministrstvu za turizem in starine navajajo, da je edini način za prošnjo za to dovoljenje prek skupnih odborov, ustanovljenih na podlagi sporazuma iz Osla, vendar se zadevni odbor od leta 2000 ne srečuje.

## Kemična industrija

### Obdobje britanskega mandata
V zgodnjem delu 20. stoletja je Mrtvo morje začelo vzbujati zanimanje kemikov, ki so sklepali, da je morje naravno nahajališče pepelike (Kalijev karbonat) in broma. Palestinska družba je bila ustanovljena leta 1929, potem ko je njen ustanovitelj, sibirski judovski inženir in pionir izkoriščanja Bajkalskega jezera, Moses Novomeysky, delal zanjo več kot deset let, ko je območje prvič obiskal leta 1911. Prva tovarna na severni obali Mrtvega morja pri Kalyi je začela proizvodnjo leta 1931 in proizvajala pepeliko s sončnim izhlapevanjem slanice. To je bil otok miru v nemirnih časih, kjer so zaposlili Arabce in Jude. Podjetje je hitro preraslo v največje industrijsko območje na Bližnjem vzhodu in leta 1934 zgradilo drugo tovarno na jugozahodni obali, na območju gore Sodom, južno od regije 'Lašon'. Palestinska Potash Company je med drugo svetovno vojno dobavila polovico britanske pepelike. Obe tovarni so Jordanci uničili v arabsko-izraelski vojni leta 1948.

### Izrael
Dead Sea Works je bila ustanovljena leta 1952 kot državno podjetje, ki je temeljilo na ostankih Palestinske Potash Company. Leta 1995 je bilo podjetje privatizirano in je zdaj v lasti Israel Chemicals. Iz slanice iz Mrtvega morja Izrael proizvede (2001) 1,77 milijona ton pepelike, 206 000 ton elementarnega broma, 44 900 ton kavstične sode, 25 000 ton magnezijeve kovine in natrijevega klorida. Izraelska podjetja letno ustvarijo približno tri milijarde ameriških dolarjev s prodajo mineralov iz Mrtvega morja (predvsem kalijevega in bromovega) in iz drugih proizvodov, pridobljenih iz mineralov Mrtvega morja.

### Jordanija
Na jordanski strani Mrtvega morja Arab Potash (APC), ki je bil ustanovljen leta 1956, letno proizvede 2,0 milijona ton pepelike, pa tudi natrijev klorid in brom. Tovarna je v Safiju v departmaju Južni Aghwar v guvernoratu Karak.
Jordanska rudarska industrija Mrtvega morja ustvari približno 1,2 milijarde USD prodaje (kar ustreza 4 odstotkom jordanskega BDP).

### Zahodni breg
Palestinsko gospodarstvo zaradi omejenega dostopa, težav z dovoljenji in negotovosti naložbene klime ne more izkoristiti kemikalij iz Mrtvega morja. Svetovna banka ocenjuje, da bi palestinska kemična industrija Mrtvega morja lahko ustvarila 918 milijonov dolarjev dodane vrednosti na leto, »kar je skoraj enakovredno prispevku celotnega proizvodnega sektorja palestinskih ozemelj danes«.

### Pridobivanje
Obe podjetji, Dead Sea Works Ltd. in Arab Potash, uporabljata obsežne bazene za izhlapevanje soli, ki so v bistvu namočili celoten južni konec Mrtvega morja za proizvodnjo karnalita, kalijevega magnezijevega klorida, ki ga nato predelajo v kalijev klorid. Ribnike ločuje osrednji nasip, ki poteka približno sever-jug vzdolž mednarodne meje. Elektrarna na izraelski strani omogoča proizvodnjo magnezijeve kovine (hčerinska družba, Dead Sea Magnesium Ltd.).
Številna podjetja so zaradi priljubljenosti morskih terapevtskih in zdravilnih lastnosti pokazala tudi zanimanje za proizvodnjo in dobavo soli Mrtvega morja kot surovin za nego telesa in kože.

## Recesija in okoljski problemi
Od leta 1930, ko je bila njegova površina 1050 km2 in je bila gladina 390 m pod morsko gladino, je bilo Mrtvo morje stalno nadzirano. V zadnjih desetletjih se Mrtvo morje hitro krči zaradi preusmerjanja dotočne vode iz reke Jordan na severu. Južni konec napaja kanal, ki ga vzdržuje Dead Sea Works, podjetje, ki predeluje morske surovine. Z vodne površine 395 m pod morsko gladino leta 1970 je leta 2006 padla za 22 m na 418 m pod morsko gladino in dosegla stopnjo padca 1 m letno. Kot se nivo vode zmanjšuje, se lahko značilnosti morja in okolice bistveno spremenijo.
Padcu gladine Mrtvega morja je sledil padec gladine podzemne vode, zaradi česar so slanice, ki so včasih zasedale podzemne plasti v bližini obale, izplavale v sladko vodo. Verjame se, da je to vzrok za nedavne pojave velikih vrtač ob zahodni obali - prihajajoča sladka voda raztaplja slane plasti in hitro ustvarja podzemne vdolbine, ki se nato zrušijo in tvorijo te vrtače.
Maja 2009 je na svetovnem gospodarskem forumu Jordanija objavila svoje načrte za izgradnjo Jordanskega nacionalnega razvojnega projekta na Rdečem morju (Jordan National Red Sea Development Project - JRSP). To je načrt za prenos morske vode iz Rdečega morja v bližini Akabe do Mrtvega morja. Voda bi bila na poti desalinizirana, da bi zagotovili sladko vodo za Jordanijo, s slanico pa bi morali napolniti Mrtvo morje. Izrael je izrazil svojo podporo in bo verjetno izkoristil del vode v svoji regiji Negev.
Na regionalni konferenci julija 2009 so uradniki izrazili zaskrbljenost zaradi zniževanja vodostaja. Nekatere predlagane industrijske dejavnosti okoli Mrtvega morja bi morda morali zmanjšati. Drugi so svetovali okoljske ukrepe za obnovitev pogojev, kot je povečanje obsega pretoka iz reke Jordan za dopolnitev Mrtvega morja. Trenutno v strugi reke teče samo kanalizacija in odtok iz ribnikov. Strokovnjaki so tudi poudarili potrebo po strogih prizadevanjih za ohranjanje. Povedali so, da kmetijstva ne bi smeli širiti, na območje bi bilo treba vključiti trajnostne podporne zmogljivosti in zmanjšati vire onesnaževanja.
| Leto | Nivo vode (m) | površina (km2) |
| ---- | ------------- | -------------- |
| 1930 | −390          | 1050           |
| 1980 | −400          | 680            |
| 1992 | −407          | 675            |
| 1997 | −411          | 670            |
| 2004 | −417          | 662            |
| 2010 | −423          | 655            |
| 2016 | −430.5        | 605            |

Viri: Izraelske oceanografske in limnološke raziskave, Haaretz, Židovska virtualna knjižnica, Jordan Valley Authority.
Oktobra 2009 so Jordanci objavili pospešene načrte, da iz Rdečega morja na leto odvzamejo približno 300 milijonov kubičnih metrov vode, jo razsolijo za uporabo kot sladko vodo in odpadno vodo pošljejo v Mrtvo morje po tunelu, kljub pomislekom glede neustreznega časa za oceno možnega vpliva na okolje. Po besedah jordanskega ministra za vode, generala Maysouna Zu'bija bi ta projekt lahko obravnavali kot prvo fazo prenosa vode med Rdečim in Mrtvim morjem.
Decembra 2013 so Izrael, Jordanija in Palestinska uprava podpisali sporazum o izgradnji cevovoda za povezavo Rdečega z Mrtvim morjem. Cevovod bo dolg 180 km, predvidoma pa bo za izvedbo potrebnih pet let. Januarja 2015 so poročali, da nivo vode zdaj upada za 1 m na leto.
27. novembra 2016 je bilo objavljeno, da je jordanska vlada izbrala pet konzorcijev za izvajanje projekta. Jordansko ministrstvo za vodo in namakanje je povedalo, da se bo prva faza projekta v višini 100 milijonov dolarjev začela graditi v prvem četrtletju leta 2018, zaključena pa bo do leta 2021. 